# Наводнение в Западной Виргинии (2016)
Наводнение в Западной Виргинии 23 июня 2016 года — стихийное бедствие в штате Западная Виргиния и прилегающих районах штата Виргиния (США), возникшее в результате сильного ливня. Наводнение в горном штате привело к многочисленным разрушениям и гибели как минимум 24 человек, несколько человек считаются пропавшими без вести.
Потоп стал результатом чрезмерных осадков (от 200 до 250 мм, четверть годовой нормы осадков) в течение всего нескольких часов и стал самым масштабным за 100 лет.

## Последствия

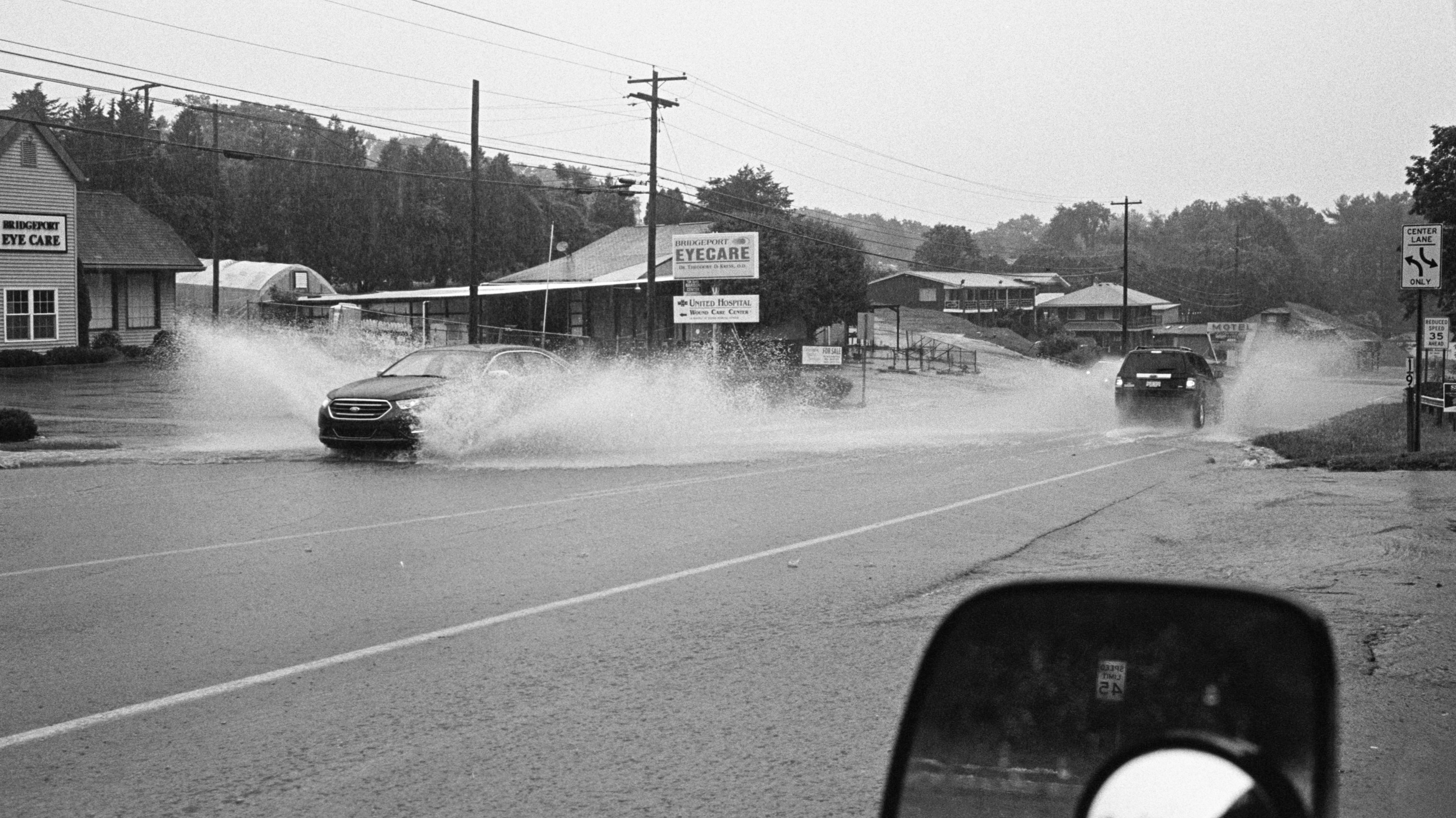
Последствия наводнения

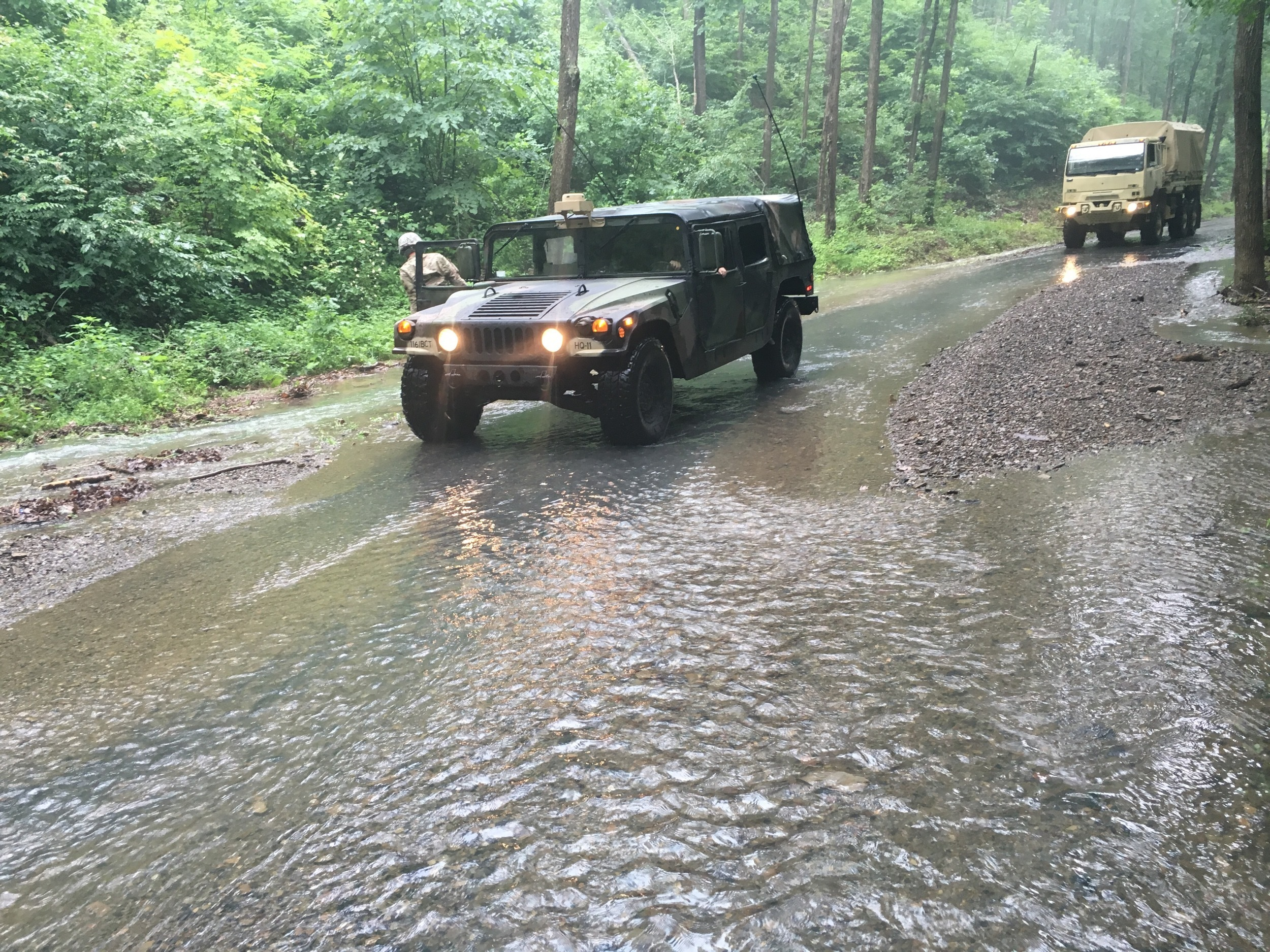
116-я пехотная бригада боевой группы Вирджиния Национальной гвардии была развернута после наводнений

Жертвы наводнения по округам Западной Виргинии (всего 24): Гринбрайер — 15, Канова — 6, Джэксон — 1, Огайо — 1, ещё 1 — неизвестно.
Губернатор штата Эрл Рэй Томблин объявил чрезвычайное положение в 44-х из 55-и округов и ожидал, что 400 членов Национальной гвардии помогут спасателям. Около 32 000 домов и предприятий в Западной Виргинии остались без электричества, повреждены более 100 домов, смыты мосты, размыты дороги.
Президент США Барак Обама объявил о чрезвычайной ситуации в регионе и распорядился направить муниципальным властям федеральную помощь для ликвидации последствий затопления, оползней и ураганов. Средства пойдут на строительство и аренду временного жилья.